# Richard Pococke
Richard Pococke (Southampton, 19 novembre 1704 – Tullamore, 25 settembre 1765) è stato un vescovo anglicano, viaggiatore e antropologo inglese.
Fu vescovo di Ossory (1756–65) e di Meath (1765), entrambe diocesi della Chiesa d'Irlanda. È tuttavia più noto per le relazioni e i diari dei suoi viaggi.

## Biografia
Pococke studiò al Corpus Christi College, Oxford, ottenendo un diploma di Bachelor of Law. Il padre era il reverendo Richard Pococke e la madre Elizabeth Milles, figlia del rev. Isaac Milles. I genitori si erano sposati il 26 aprile 1698. Lo zio di Pococke, Thomas Milles, era professore di greco. Aveva anche un rapporto di parentela con Edward Pococke, l'orientalista e biblista inglese.
I suoi legami familiari gli permisero una rapida carriera nella chiesa, diventando vicario-generale della Diocesi di Waterford e Lismore.

## Viaggi in Europa (1733-36) e nel Vicino oriente (1737-42)

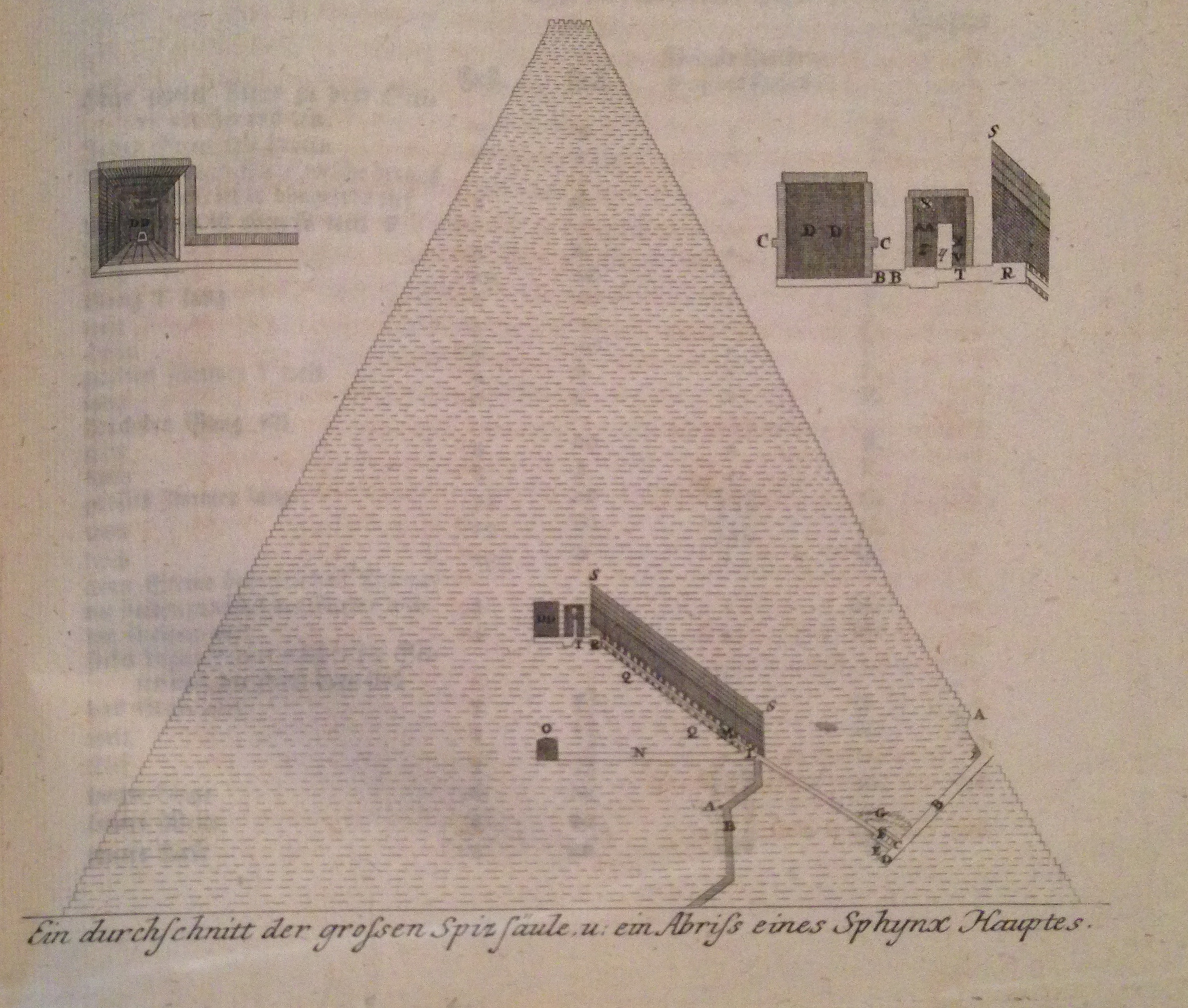
Schizzo di Pococke della Piramide di Cheope del 1754.

Sembra che abbia passato più tempo viaggiando che avendo cura dei suoi incarichi come uomo di chiesa e dal 1733-41 intraprese due grand tour con il cugino, Jeremiah Milles.  Il primo (1733-34) fu in Francia e in Italia e il secondo (1736-37) nei Paesi Bassi, Germania, Austria, Polonia e Ungheria.  Milles fu richiamato in patria nel 1737 per assistere lo zio, che era il vescovo di Waterford & Lismore. In questo modo Pococke fu solo a continuare il suo viaggio vesto Oriente. Resoconti dettagliati dei loro viaggi sopravvivono in una raccolta di lettere scritte alla madre di Pococke, al loro zio comune, il vescovo, come anche in una quantità di taccuini (British Library, Add. Ms. 19939, 15779, 22998, etc.).
I primi manoscritti, elaborati e pubblicato negli anni 2010 da Rachel Finnegan, comprendono probabilmente la più dettagliata descrizione della cerimonia del "Matrimonio con il mare" di Venezia, nonché preziose informazioni sulla musica del periodo, specialmente l'opera.  Dal 1737-41 visitò il Vicino oriente, visitando Egitto, Palestina, Libano e Siria, Asia Minore e Grecia. Questi viaggi furono pubblicati nella sua Description of the East del 1743 e 1745, lavori lodati da Edmund Gibbon. La raccolta completa della corrispondenza scritta alla madre dai viaggi in Oriente è stata messa in stampa nel 2013, completando la pubblicazione di tutti i suoi viaggi. Fu anche uno dei viaggiatori europei a dare un resoconto delle origini di un documento medievale arabo, Achtiname of Muhammad, che afferma che Muhammad ha personalmente confermato una concessione della protezione e altri privilegi ai monaci del Monastero di Santa Caterina in Egitto.
In una lettera a Mrs. Donnellan, datata Sandleford, 30 dicembre 1750, Mrs. Montagu scrisse:
(Elizabeth Montagu)

## Giro dell'Irlanda (1747-60)
Durante gli anni  1747-60, Pococke fece diversi giri in varie parti dell'Irlanda. Il  più lungo fu quello del  1752, quando viaggiò per più della metà delle contee irlandesi. Prese appunti di questo viaggio ma non li pubblicò. Furono messi nella biblioteca del Trinity College di Dublino. Infine una edizione del viaggio di Pococke del 1752, fu pubblicata nel 1891 da George Thomas Stokes.

## Incarico episcopale e viaggi successivi
Fu nominato vescovo delle diocesi di Ossory (1756), di Elphin e poi di Meath (1765). Passò molti dei suoi anni successivi in viaggi attraverso la Gran Bretagna e l'Irlanda, pubblicando resoconti dei suoi giri.
Morì di apoplessia durante una visita al Charleville Castle, presso Tullamore, nella Contea di Offaly, nel 1765. Alla sua morte molti dei suoi manoscritti furono dati alla British Library.
È stato sepolto a Ardbraccan, nella Contea di Meath.

## Opere
- A Description of the East and Some other Countries, Vol. I: Observations on Egypt, W. Boyer, London, 1743.
- A Description of the East and Some other Countries, Vol. II, W. Boyer, London, 1745 — divided into two parts:

Part 1, Observations on Palæstina or the Holy Land, Syria, Mesopotamia, Cyprus, and Candia.
Part 2, Observations on the islands of the Archipelago, Asia Minor, Thrace, Greece, and some other parts of Europe.
- Tours in Scotland, 1747, 1750, 1760, Edinburgh University Press, Edinburgh 1887
- The Travels through England of Dr. Richard Pococke, successively Bishop of Meath and of Ossory, During 1750, 1751, and Later Years (Camden Society, 1888, vol. 42)